# Józef Cempla
Józef Cempla (ur. 24 stycznia 1918 w Bielsku, zm. w 2004 w Krakowie) – polski artysta, malarz, rysownik, profesor Akademii Sztuk Pięknych w Krakowie, przedstawiciel polskiej szkoły rysunku.

## Życiorys
Studiował w Państwowym Instytucie Sztuk Plastycznych oraz krakowskiej ASP na Wydziale Architektury Wnętrz. Ukończył studia z wyróżnieniem.
W latach 1945–1950 pracował w przemyśle włókienniczym jako plastyk. W tym też okresie organizował Związek Polskich Artystów Plastyków w Bielsku – był jego współzałożycielem. Od 1951 roku był wykładowcą i kierownikiem Pracowni Projektowania Wstępnego przy Katedrze Projektowania Architektonicznego ASP w Krakowie.
Brał udział w szeregu wystaw: okręgowych, ogólnopolskich i zagranicznych. Organizował również wystawy indywidualne. Jego prace znajdują się w wielu renomowanych muzeach i były wielokrotnie wydawane w postaci albumów.

## Wybrane publikacje
- Wawel: zamek królewski, wyd. Starodruk, Kraków 1956
- Wawel: komnaty królewskie, wyd. Centrala Przemysłu Ludowego i Artystycznego, Kraków 1957
- Wawel: katedra królewska, wyd. Starodruk, Kraków 1957
- Holy stones; remnants of synagogues in Poland, drawings, wyd. Dvir Pub. Co, Tel Aviv 1959
- Kraków miasto królewskie, wyd. Quest Art Publishers, Bielsko-Biała 2002